# Delicias (gemeente)

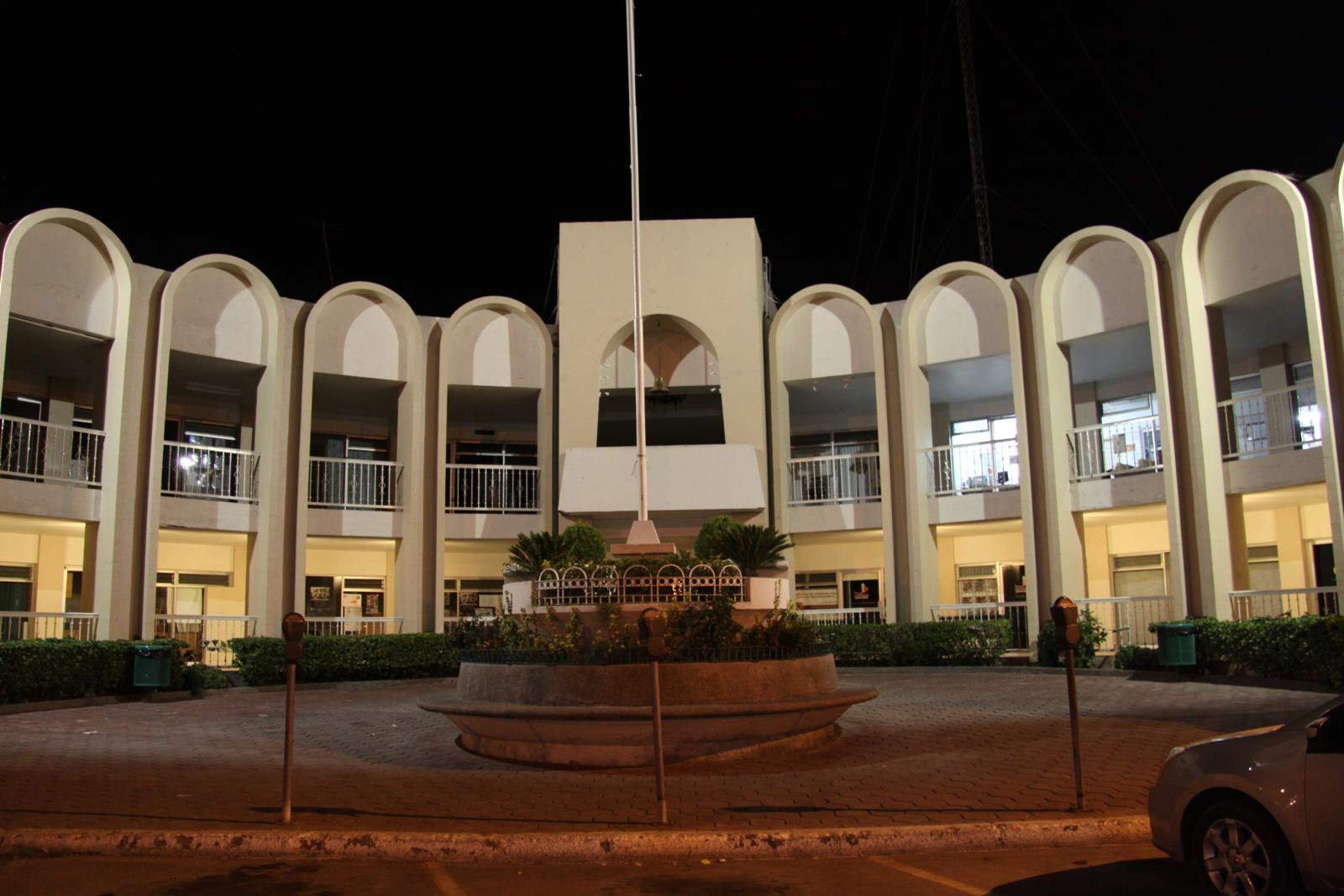
Gemeentehuis

Delicias is een gemeente in de Mexicaanse deelstaat Chihuahua. De hoofdplaats is de stad Delicias. De gemeente Delicias heeft een oppervlakte van 335 km². De gemeente heeft 127.211 inwoners (2005), waarvan er 108.000 in de hoofdstad wonen.
De gemeente ligt in het zuidoosten van Chihuahua en grenst aan de gemeenten Saucillo, Meoqui en Rosales. Belangrijke bronnen van inkomsten zijn de maquiladora-industrie en de landbouw. In de gemeente zijn er melkveeboerderijen en worden walnoten, chilipepers en uien geteeld.
Bijna alle inwoners van Delicias wonen in een stad, waarvan zo'n 75% in de hoofdstad leven. Andere grote steden zijn Colonia Revolución, Miguel Hidalgo en Colonia Campesina. De steden liggen allemaal vrij dicht bij elkaar.
Van 2007 tot 2010 was Jesús Heberto Villalobos Maynez burgemeester van Delicias. Zijn voorganger, Manuel Guillermo Marquez Lizalde werd begin 2007 afgezet en al snel werd Villalobos tot gemeentepresident gekozen. Villalobos was de laatste burgemeester van de Institutioneel Revolutionaire Partij voordat de Nationale Actiepartij de burgemeesters leverde tussen 2010 en 2021. 
Ahumada · Aldama · Allende · Aquiles Serdán · Ascensión · Bachiniva · Balleza · Batopilas · Bocoyna · Buenaventura · Camargo · Carichi · Casas Grandes · Chihuahua · Chinipas · Coronado · Coyame del Sotol · Cuauhtémoc · Cusihuiriachi · Delicias · Dr. Belisario Domínguez · El Tule · Galeana · Gómez Farías · Gran Morelos · Guachochi · Guadalupe · Guadalupe y Calvo · Guazapares · Guerrero · Hidalgo del Parral · Huejotitán · Ignacio Zaragoza · Janos · Jiménez · Juárez · Julimes · La Cruz · López · Madera · Maguarichi · Manuel Benavides · Matachi · Matamoros · Meoqui · Morelos · Moris · Namiquipa · Nonoava · Nuevo Casas Grandes · Ocampo · Ojinaga · Praxedis G. Guerrero · Riva Palacio · Rosales · Rosario · San Francisco de Borja · San Francisco de Conchos · San Francisco del Oro · Santa Bárbara · Santa Isabel · Satevo · Saucillo · Temósachi · Urique · Uruachi · Valle de Zaragoza